# Christian Gaudin (Handballspieler)
Christian Gaudin (* 26. Januar 1967 in Chenôve) ist ein französischer Handballtrainer und ehemaliger Nationaltorhüter.

## Karriere
Der 1,97 m große Torhüter gewann mit USAM Nîmes 1988, 1990, 1991 und 1993 die französische Meisterschaft sowie 1994 den französischen Pokal. Nach Stationen bei US Créteil HB und Istres OPH wechselte er 1997 in die deutsche Handball-Bundesliga zum VfL Hameln. Ab 1999 hütete er das Tor des SC Magdeburg, mit dem er den EHF-Pokal 2001, die deutsche Meisterschaft 2001, die EHF Champions League 2002 sowie die Vereinseuropameisterschaft 2001 und 2002 gewann. Im Jahr 2003 kehrte er trotz laufenden Vertrages aus persönlichen Gründen nach Frankreich in die zweite französische Liga zu Saint-Raphaël Var Handball zurück.
Gaudin spielte von 1990 bis 2002 in der französischen Nationalmannschaft, mit der er an fünf Europameisterschaften (1994, 1996, 1998, 2000, 2002), zwei Olympischen Spielen (1996, 2000) und fünf Weltmeisterschaften (1993, 1995, 1997, 1999, 2001) teilnahm. Der größte Erfolg des 247-maligen Nationalspielers waren die Weltmeistertitel 1995 und 2001.
Nach seinem Karriereende wurde Gaudin bei Saint-Raphaël Trainer. Im Wild-Card-Turnier zur Champions-League 2012/13 unterlag man dem späteren Sieger HSV Hamburg mit 30:31 nach Verlängerung. Nach dem Saisonende 2013/14 beendete er seine Tätigkeit als Vereinstrainer. Ab Mai 2014 war Gaudin Trainer der Rumänischen Nationalmannschaft. Im Juli 2014 wurde er als Nachfolger von Martin Schwalb Trainer beim HSV Hamburg, wo er einen Einjahresvertrag unterschrieb. Im Dezember 2014 wurde er nach vier Niederlagen in fünf Spielen als Trainer freigestellt und durch den bisherigen Co-Trainer Jens Häusler ersetzt. Im Februar 2015 übernahm er das Traineramt des französischen Erstligisten Sélestat AHB. Zwischen Juli 2017 und Oktober 2017 trainierte er den rumänischen Verein HC Dobrogea Constanța. Ab Juli 2018 bis zum November 2019 trainierte er Cesson-Rennes Métropole HB.

## Privates
Gaudins Söhne Thomas, Clément und Noah spielen ebenfalls Handball. Mit seinem Schwager Gilles Derot spielte er von 1987 bis 1994 in Nîmes sowie in der Nationalmannschaft.